# Ruta Nacional 117 (Argentina)
A Ruta Nacional 117 ou simplesmente RN 117 é uma rodovia argentina, com 12,2 km, ligando a Ruta Nacional 14 à fronteira com o Brasil.

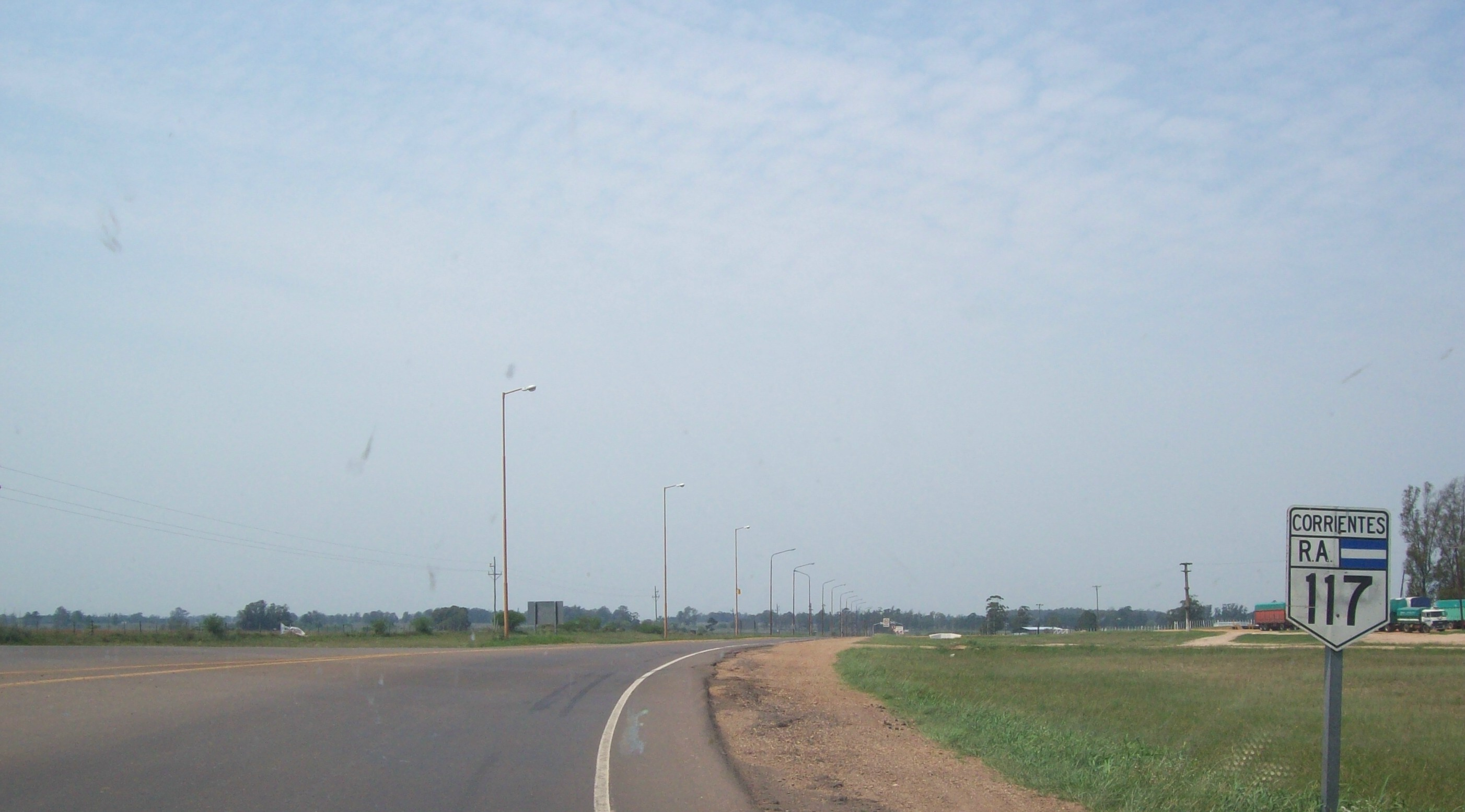
Inicio (km 0) da Ruta Nacional 117, próximo de Paso de los Libres

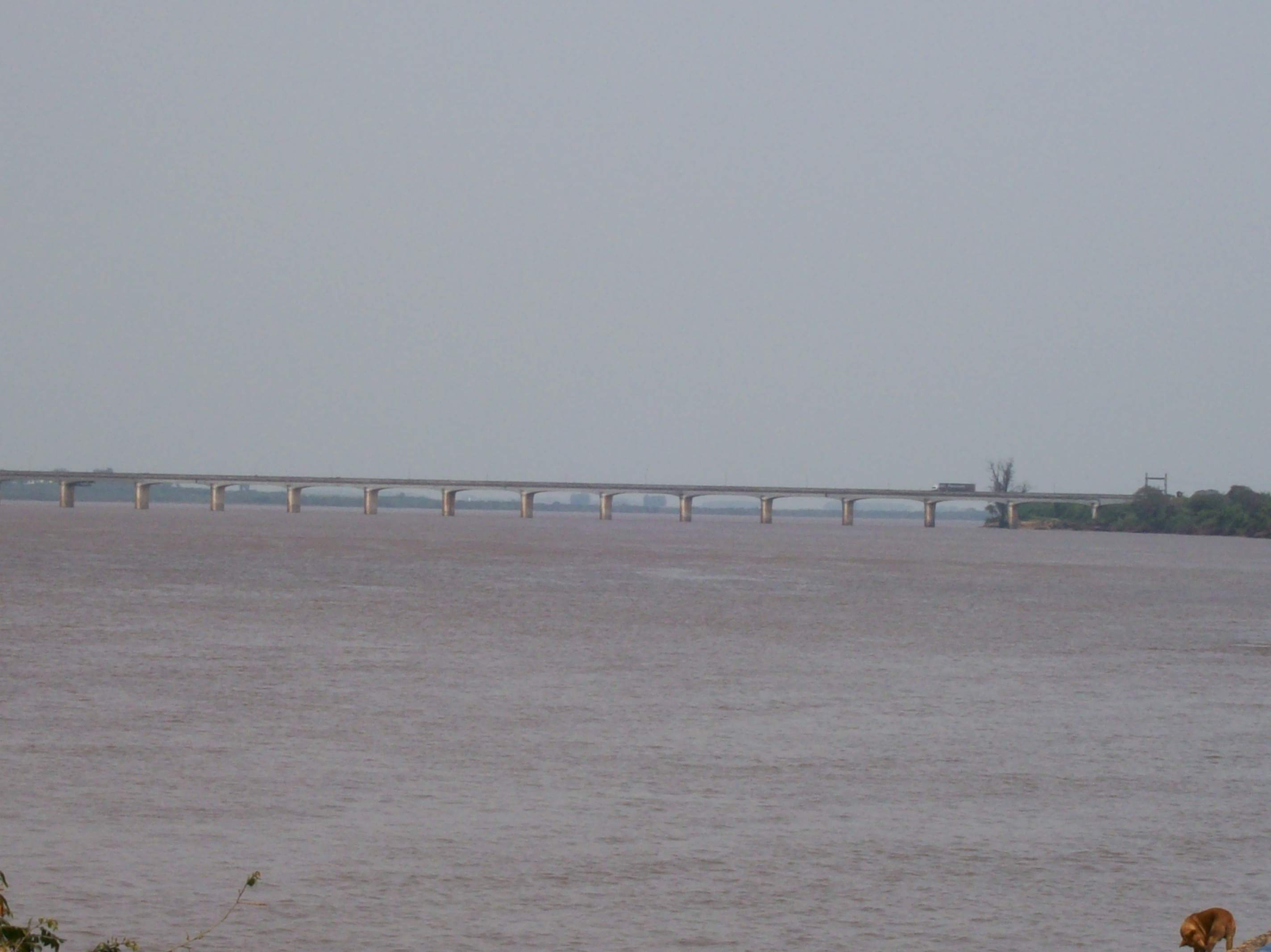
Final da rodovia sobre a ponte internacional

A rodovia percorre o departamento Paso de los Libres, no sudeste da província de Corrientes, iniciando no km 496 da RN 14 e terminando na ponte internacional, junto à cidade brasileira de Uruguaiana, no estado do Rio Grande do Sul Este trecho está marcado em vermelho no mapa.
Antes de 1980 este trecho era parte da Ruta Nacional 126.
- km 10,1: acesso a Paso de los Libres pela ruta provincial 40.
- km 11,2: controle aduaneiro e Gendarmería Nacional.
- km 12,2: início da ponte internacional.

## Traçado antigo
Entre 1974 e 1979 havia outra rodovia com esta denominação. Trata-se do trecho de 196 km no noroeste da província de Corrientes, que passa pelas localidades de Saladas, Santa Rosa, San Miguel e Loreto. Este trecho está marcado em verde no mapa.
O Decreto Nacional 1595 do ano 1979
passou este trecho para a jurisdição da província de Corrientes. O Decreto 1715 do ano 1988 deixa sem efeito a transferência realizada pelo decreto anterior, e renomeia a rodovia para Ruta Nacional 118, ja que a denominação Ruta Nacional 117 havia sido usada para o trecho nas proximidades de Paso de los Libres.